# 長江朋美
長江 朋美（ながえ ともみ、3月6日 - ）は、日本の漫画家。北海道出身。女性。血液型はA型。
1988年、「泣いてなんかいられない」で第23回小学館新人コミック大賞少女・女性部門佳作を受賞。1989年、受賞作が『デラックス別冊少女コミック』に掲載されデビュー。『プチコミック』や『モバイルフラワー（モバフラ）』（いずれも小学館）、『Silky』（白泉社）で、恋する女性をテーマにした作品を発表している。

## 作品リスト
- 瞳で私をつかまえて（1997年、『プチコミック』、小学館）- 同名の短編集（1998年、小学館）に収録。
- キスからはじめよう（1997年、『プチコミック』）- 同名の短編集（1998年、小学館）に収録。
- 私の王子様（1998年、『プチコミック』）- 同名の短編集（1998年、小学館）に収録。
- いけいけ!さくら（1999年 - 2001年、『プチコミック』）- 単行本全4巻（2000年 - 2001年、小学館）
- あなたのオモチャ（1999年、『プチコミック』）-　単行本（2000年、小学館）
- もっとあなたのオモチャ（2001年 - 2003年、『プチコミック増刊』）- 単行本（2003年、小学館）
- 恋うま -恋するために生まれてきたの-（2001年 - 2004年、『プチコミック増刊』）- 単行本全6巻（2002年 - 2004年、小学館）
- もっと×2 あなたのオモチャ - 単行本（2004年、小学館）
- そりゃないぜ☆ダーリン（2004年 - 2005年、『プチコミック』） - 単行本全3巻（2004年 - 2005年、小学館）
- ハッピーラッシュ（2005年 - 2006年、『プチコミック』）- 単行本（2006年、小学館）
- もっと×3 あなたのオモチャ（2005年 - 2006年、『プチコミック』） - 単行本（2006年、小学館）
- トマト日和（2006年 - 2007年、『プチコミック』） - 単行本全2巻（2006年 - 2007年、小学館）
- 牧師さんはプリンアラモード（2007年、『プチコミック』）- 単行本（2007年、小学館）
- 桃色リップスティック - 同名の短編集（2009年、白泉社）に収録。
- 恋は天下の回りもの - 同名の短編集（2009年、小学館）に収録。
- ジャケット脱いだら最後まで - 同名の短編集（2009年、小学館）に収録。
- たとえ世界に背いても -（2009年 - 2010年、『シルキー』） - 単行本全3巻（2009年 - 2010年、白泉社）
- 君のために弾くショパン（2010年 - 、『シルキー』）
- あなたのオモチャ 新婚編（2010年 - 2016年、『姉系プチコミック』） - 単行本全8巻（2011年 - 2017年、小学館）
- あいす☆プリンス（2015年 - 2019年、『JOURすてきな主婦たち』）- 単行本全5巻（2015年 - 2019年、双葉社）
- 癒し乙女と極道王子（2018年 - 2019年、『姉系プチコミック』）- 単行本全3巻（2018年 - 2019年、小学館）
- イケメン社長飼い始めました。（2020年4月号 - 2025年2月号、『姉プチデジタル』） - 単行本全5巻（2021年12月[1] - 、小学館）
- #レンアイ離婚 #きっとまた恋をする（『JOUR』2024年7月号） - 『#アンソロジー #レンアイ離婚 #異世界オバサン』に収録。
- 堕悪魔ルシェルの禁断の誘惑（2025年4月号 - 、『姉プチデジタル』）